# Куртишоара (Куртишоара)
Куртишоара (рум. Curtişoara) насеље је у Румунији у округу Олт у општини Куртишоара. Oпштина се налази на надморској висини од 122 m.

## Становништво
Према подацима из 2002. године у насељу је живело 4645 становника, од којих су сви румунске националности.

### Хронологија
| Година       | 1992 | 1993 | 1994 | 1995 | 1996 | 1997 | 1998 | 1999 | 2000 | 2001 | 2002 | 2003 | 2004 | 2005 | 2006 | 2007 | 2008 | 2009 | 2010 | 2011 | 2012 | 2013 | 2014 | 2015 | 2016 | 2017 |
| ------------ | ---- | ---- | ---- | ---- | ---- | ---- | ---- | ---- | ---- | ---- | ---- | ---- | ---- | ---- | ---- | ---- | ---- | ---- | ---- | ---- | ---- | ---- | ---- | ---- | ---- | ---- |
| Становништво | 4406 | 4403 | 4365 | 4332 | 4339 | 4309 | 4313 | 4285 | 4300 | 4270 | 4260 | 4257 | 4283 | 4282 | 4269 | 4275 | 4284 | 4288 | 4281 | 4312 | 4302 | 4306 | 4299 | 4294 | 4306 | 4302 |